# Roberto Fernández Bonillo
Roberto Fernández Bonillo (Betxí, 5 de julho de 1962) é um ex-futebolista espanhol.

## Carreira
Roberto fez parte do elenco da Seleção Espanhola de Futebol da Copa do Mundo de 1990. Ele fez quatro presenças e um gol.